# Marion Maréchal
Pour les articles homonymes, voir Maréchal.
Marion Maréchal, née Le Pen le 10 décembre 1989 à Saint-Germain-en-Laye (Yvelines), est une femme politique française d'extrême droite. Elle utilise comme nom d'usage Marion Maréchal-Le Pen entre 2010 et 2018.
Elle entre en politique en 2008 en adhérant au Front national (FN), dont le cofondateur et premier président est son grand-père maternel, Jean-Marie Le Pen, auquel succède sa tante Marine Le Pen qui a repris le parti en 2011.
En 2012, elle est élue députée dans la 3e circonscription de Vaucluse : à 22 ans, elle est la seule élue FN et la plus jeune députée de la XIVe législature. Elle fait partie de l'aile libérale-conservatrice et identitaire du FN.
Après l'élection présidentielle de 2017, elle se met en retrait de la vie politique et fonde l'année suivante l'Institut des sciences sociales, économiques et politiques (ISSEP), une école privée dont elle prend la direction générale. Elle quitte peu après le Front national, devenu Rassemblement national.
De retour en politique en 2022, elle soutient la candidature d'Éric Zemmour à l'élection présidentielle et devient vice-présidente exécutive du parti Reconquête, fondé par celui-ci. Elle est désignée tête de liste du parti aux élections européennes de 2024. Élue députée européenne avec quatre de ses colistiers, elle est exclue de Reconquête trois jours après le scrutin avec trois d'entre eux, à la suite d'une tentative non concertée de rapprochement avec le RN dans le cadre des élections législatives qui suivent. En octobre 2024, elle annonce la création d’un nouveau parti politique, qu’elle baptise Identité-Libertés (IDL).

## Situation personnelle

### Ascendance
Née Marion Jeanne Caroline Le Pen, elle est la fille de Yann Le Pen, alors célibataire, et du journaliste Roger Auque. Dès sa naissance, sa mère l'élève avec l'aide de Marine Le Pen, dans la demeure familiale de Montretout, à Saint-Cloud,.
Alors que Marion a deux ans, Yann Le Pen rencontre l'entrepreneur et homme politique Samuel Maréchal. Celui-ci reconnaît l'enfant et le couple se marie en 1993 puis divorce en 2005. Deux autres enfants naissent de cette union : Romain, en 1993 et Tanguy, en 1996.
Du côté maternel, Marion Maréchal est la petite-fille de Jean-Marie Le Pen, président fondateur puis président d'honneur du Front national (FN) et la nièce de Marine Le Pen, qui en reprend la tête en 2011.
D'après Vanity Fair, c'est Samuel Maréchal — devenu secrétaire général du Front national de la jeunesse (FNJ) — qui « a fait l'éducation politique de Marion ». En revanche, elle côtoie assez peu Jean-Marie Le Pen, dans les bras duquel elle apparaît cependant sur une affiche officielle lors de la campagne régionale de 1992 en Provence-Alpes-Côte d'Azur,.
En 2013, L'Express révèle que le journaliste, espion, diplomate et ex-otage du Hezbollah au Liban en 1987, Roger Auque, est son père biologique. Marion Maréchal porte plainte pour atteinte à la vie privée et le magazine est condamné à lui verser dix mille euros de dommages-intérêts. Atteint d'une tumeur au cerveau, Roger Auque meurt l'année suivante, à l'âge de 58 ans. Dans ses mémoires, Au service secret de la République, publiés après son décès, il confirme être le père biologique de Marion Maréchal et ne l'avoir retrouvée qu'en 2002, après dix ans d'absence — en précisant qu'il s'agit là du « secret le plus intime de [sa] vie tumultueuse ». Il écrit que, depuis cet épisode, il ne cessait de voir sa fille et jouait un rôle de conseiller dans sa vie, plutôt « comme un parrain que comme un père »,.
En 2009, peu après son entrée en politique, Le Monde affirme que Marion Maréchal « envisage de ne conserver à l'avenir que son célèbre patronyme maternel », « Le Pen ». Mais elle choisit comme nom d'usage « Marion Maréchal-Le Pen », qu'elle qualifie de « nom politique ». Elle déclare au sujet de sa candidature aux élections législatives de 2012 : « L'adossement du nom de ma mère, Le Pen, avait clairement un objectif : laver l'honneur de ce nom à Carpentras, vingt ans après la terrible affaire qui l'avait souillé ». En 2018, retirée provisoirement de la vie politique, elle abandonne son nom d'usage pour ne plus user que de son patronyme, « Maréchal »,.

### Études et formation
Inscrite dans une école publique de Saint-Cloud, Marion Maréchal et son cousin sont harcelés par leurs camarades, ce qui conduit ses parents, sur les conseils d'une enseignante, à l'inscrire en CM1 dans un établissement privé de la commune.
L'année suivante, après que son père a reçu durant sa campagne législative un appel la menaçant, elle change une nouvelle fois d'établissement, rejoignant l'institution traditionaliste Saint-Pie-X à Saint-Cloud, gérée par les Dominicaines du Saint-Esprit, qu'elle fréquente jusqu'à la cinquième,. Elle y côtoie notamment Madeleine de Jessey et juge cette expérience « fondamental[e] dans [son] apprentissage ».
Par la suite, elle retourne dans l'enseignement public à Saint-Cloud, d'abord au collège Émile Verhaeren, puis au lycée Florent-Schmitt, où elle obtient un baccalauréat littéraire. Son adolescence est marquée par la rupture entre ses parents, après laquelle elle reste vivre avec sa mère à Montretout.
Effectuant ses études supérieures à l'université Panthéon-Assas, elle obtient une licence en droit des affaires puis un master 1 en droit public. En parallèle, elle travaille comme serveuse à l'hôtel Pershing Hall, mais son employeur la renvoie quand il découvre qu'elle est la petite-fille de Jean-Marie Le Pen. À la fin de l'année 2012, après son master 1, elle abandonne ses études pour se consacrer pleinement à son mandat de députée,.
Au moment de son retrait temporaire de la vie politique en 2017, elle s'inscrit en maîtrise en administration des affaires (MBA).

### Vie privée et familiale
Le 29 juillet 2014, à Saint-Cloud, elle se marie civilement avec Matthieu Decosse, un chef d'entreprise dans l'événementiel âgé de 30 ans. Le 3 septembre suivant, elle a une fille, prénommée Olympe (en hommage à Olympe de Gouges), et emménage de nouveau dans la demeure familiale de Montretout. Elle se sépare de Matthieu Decosse en 2016 et s'installe à Garches après son retrait de la vie politique en 2017.
Elle rencontre cette année-là Vincenzo Sofo, un homme politique italien de la Ligue du Nord ; celui-ci devient député européen en 2020, puis rejoint Frères d'Italie en 2021 lorsque Matteo Salvini décide de soutenir le gouvernement Draghi. Le couple se marie le 11 septembre 2021, et a une fille, Clotilde, née le 10 juin 2022. 
Marion Maréchal se dit catholique pratiquante. Petite-fille de pasteur pentecôtiste du côté paternel, elle a fait sa première communion et sa confirmation à l'institution Saint-Pie-X de Saint-Cloud, école catholique traditionaliste où elle a effectué une partie de sa scolarité. Elle participe régulièrement au pèlerinage de Chrétienté, de Paris à Chartres, organisé par l'association traditionaliste Notre-Dame-de-Chrétienté, et au pèlerinage de Saint-Jacques-de-Compostelle,,.

## Parcours politique

### Débuts
Marion Maréchal explique devoir sa politisation précoce à son statut de « petite-fille de Jean-Marie Le Pen ».
Au lycée, elle est d'abord proche des milieux « jeunes UMP » et s'affirme « séduite par le personnage de Nicolas Sarkozy »,. Après avoir été déçue par celui-ci, elle adhère au Front national et milite au Front national de la jeunesse (FNJ). Marie-Christine Arnautu affirme que « si elle est revenue vers le Front national, ce n'est certainement pas sous l'impulsion de son père, de sa mère ou de son grand-père, ni même de ses amis : c'est parce qu'elle-même a décidé que c'était là que ça devait se passer ».
Elle entre véritablement en politique lors des élections municipales de 2008 à Saint-Cloud, en se présentant en septième position sur la liste FN, qui obtient 6,3 % des voix. Aux élections régionales de 2010, sollicitée par Marie-Christine Arnautu, elle figure en deuxième position (non éligible) sur la liste du Front national dans le département des Yvelines. Alors qu'elle était candidate aux élections municipales de 2008 sous le nom de « Marion Maréchal », elle opte pour le nom d'usage « Marion Maréchal-Le Pen »,. Lors de cette campagne, elle explique « faire ses classes » et se déclare proche de sa tante Marine Le Pen, qui n'est pas encore à la tête du parti. La liste menée en région Île-de-France par Marie-Christine Arnautu obtient 9,3 % des suffrages au premier tour.

### Députée de Vaucluse

#### Élection

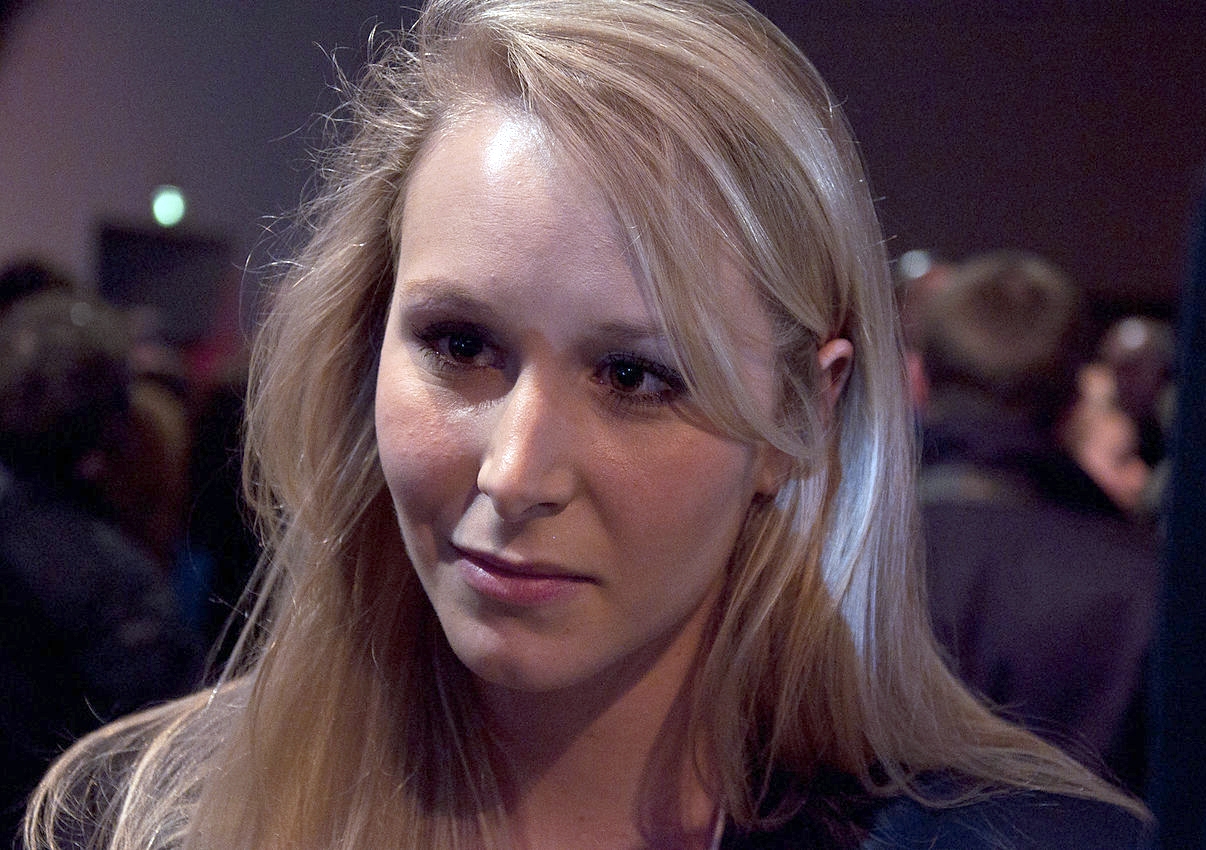
Marion Maréchal-Le Pen en avril 2012

Après avoir envisagé d'être candidat à l'élection législative de 2012 dans la troisième circonscription de Vaucluse, Jean-Marie Le Pen appelle sa petite-fille à s'y présenter, jugeant la circonscription gagnable et soucieux d'effacer l'« affront » de l'affaire de la profanation du cimetière juif de Carpentras, dans laquelle le FN a été soupçonné de liens avec les profanateurs néo-nazis,. En 2007, Guy Macary, candidat du FN, avait obtenu 7,8 % des voix. Se montrant d'abord réticente à ce parachutage, Marion Maréchal-Le Pen accepte de se porter candidate,. Son suppléant est Hervé de Lépinau, alors vice-président de la Ligue du Sud. Selon Le Figaro, elle a bénéficié du soutien du maire d'Orange, Jacques Bompard, qui aurait mis à son service ses réseaux locaux pendant la campagne.
Le 10 juin 2012, elle arrive en tête du premier tour avec 34,6 % des suffrages exprimés, en ballottage avec le député UMP sortant, Jean-Michel Ferrand, et la socialiste Catherine Arkilovitch,. Cette dernière se maintient en dépit de la consigne du Parti socialiste. Le 17 juin, au second tour, Marion Maréchal-Le Pen est élue députée avec 42,1 % des voix, dans une triangulaire face aux candidats de l'UMP (35,8 %) et du PS (22,1 %),. Elle crée ainsi la surprise en mettant un terme à la série de réélections de Jean-Michel Ferrand, député depuis 1986.
Jérôme Fourquet, directeur du département opinion de l'Ifop, souligne le rôle du maintien de Catherine Arkilovitch au second tour dans l'élection de Marion Maréchal-Le Pen,. Selon L'Express, ce maintien aurait été soutenu par l'entourage de Claude Haut, président socialiste du conseil général de Vaucluse et aurait été la contrepartie du maintien de la candidate de la coalition Rassemblement bleu Marine dans la cinquième circonscription de Vaucluse — qui n'a toutefois pas eu lieu — ce qui aurait permis de favoriser le socialiste Jean-François Lovisolo. Marion Maréchal-Le Pen n'accorde aucun crédit à cette thèse et explique le maintien de Catherine Arkilovitch par les mauvais rapports entre le PS local et Jean-Michel Ferrand. Christophe Borgel, secrétaire national du PS aux élections, nie lui aussi tout échange de bons procédés avec le FN et affirme qu'« il n'y a ni preuve ni mobile ».
Son élection et l'abaissement en 2011 de l'âge requis pour être éligible de 23 à 18 ans lui permettent de devenir, à 22 ans, la plus jeune députée de l'histoire de la République française. Elle conserve cette position jusqu'en 2022, lorsque Tematai Le Gayic est élu à l'âge de 21 ans.
Le 26 juin 2012, lors de l'élection du président de l'Assemblée nationale, elle est secrétaire de séance en tant que benjamine des députés. Elle est la seule députée membre du Front national, Gilbert Collard ayant été élu dans une circonscription du Gard sous les couleurs du Rassemblement bleu Marine sans avoir adhéré au parti.

#### Exercice du mandat
À l'Assemblée nationale, elle siège en tant que députée non-inscrite. Elle est membre de la commission des Affaires étrangères,. Son assistant parlementaire spécialisé dans les médias et la communication est un ancien membre du Groupement de recherche et d'études pour la civilisation européenne (GRECE), ancien journaliste au mensuel d'extrême droite Le Choc du mois et ancien militant RPR puis UMP, ; durant son mandat, elle a pour autres assistants parlementaires Alexandre Heuzey (Paris), Rémy Rayé (Carpentras), Victoria Dufour (ancienne trésorière du Groupe union défense à Lyon) ou encore Romain Lopez. Elle confie sa communication à une entreprise lyonnaise, Janus international, dirigée par des anciens de l'Action française.
Un mois après leur entrée à l'Assemblée, Mediapart indique qu'elle et Gilbert Collard « se sont fixés une ligne : tenter de se montrer fréquentables et mettre en avant des « encouragements » qu'ils auraient reçus. L’application à l’Assemblée nationale de la prétendue « dédiabolisation » de Marine Le Pen ». Dans le même temps, ils tentent d'attirer l'attention des médias pour « donner l’impression qu’ils travaillent et proposent, et éviter le piège d’une fiche de député vide ». Sans groupe, les députés du Front national ont néanmoins peu de temps de parole dans l’hémicycle. Pour les questions au gouvernement, France Info révèle en 2017 que Gilbert Collard a pris la parole seulement sept fois en 5 ans, tandis que Marion Maréchal-Le Pen n’a eu la parole que six fois au cours de la législature.

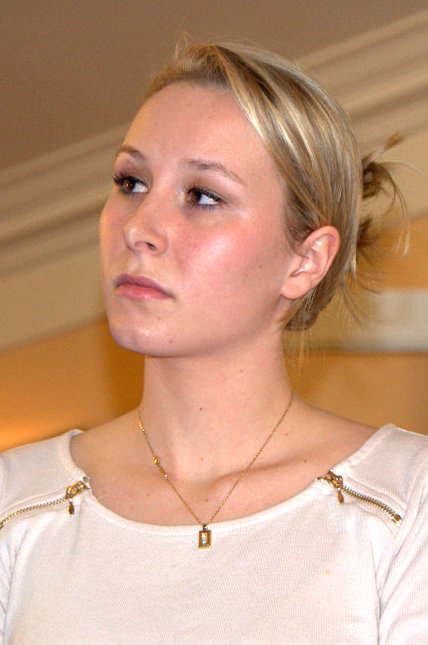
Marion Maréchal-Le Pen en 2013

Marion Maréchal-Le Pen vote pour certains textes gouvernementaux, comme la création du contrat de génération ou le projet de lutte contre la fraude fiscale. En 2013, dans le cadre du projet de loi retranscrivant des directives européennes en matière environnementale, elle dépose un amendement concernant les zones industrielles à risque classées Seveso, d'abord accepté et soutenu par le rapporteur PS du texte, Philippe Plisson, — une première pour Marion Maréchal-Le Pen — et finalement rejeté au sein de la commission du Développement durable et de l'Aménagement du territoire puis dans l'hémicycle, ce qui suscite une controverse. Elle signe ou cosigne une quinzaine de propositions de loi, dont une sur la reconnaissance du « génocide vendéen » en s'appuyant sur les travaux de l'historien Reynald Secher,. Elle défend à l'Assemblée les fondamentaux du FN, comme la préférence nationale en matière de logement ou la suppression de l'Aide médicale d'État.
Jean-Marie Pottier de Slate relève que « si le ton ou le vocabulaire sont souvent plus policés que ceux du grand-père, les interventions moins souvent interrompues, elle ne recule pas devant les formules définitives » et se confronte plusieurs fois à Manuel Valls et Bernard Cazeneuve. Jérémy Collado de Slate souligne qu'elle est « connue du grand public pour ses interventions musclées à l'Assemblée nationale » et qu'elle « se lâche encore plus lorsqu'elle revient sur ses terres d'élection, pour séduire un électorat très marqué à droite ».
Membre du groupe d'amitié France-Russie à l'Assemblée nationale, Marion Maréchal-Le Pen manifeste en commission un intérêt pour la question russe, critiquant notamment la non-livraison de deux BPC de classe Mistral ou les sanctions contre la Russie, et se rend à plusieurs reprises en Russie à l'invitation des autorités (en décembre 2012, octobre 2015 et novembre 2016),,. Elle indique qu'elle se rend régulièrement à l'ambassade de Russie, encouragée en ce sens par Marine Le Pen. Le 22 janvier 2013, elle effectue une visite au Reichstag, à Berlin, à l'occasion des 50 ans du traité de l'Élysée, pour une rencontre entre les députés français et les députés allemands. En mars 2016, elle répond à l'invitation de la Ligue du Nord, parti populiste italien allié au FN au sein d'Europe des nations et des libertés, groupe politique du Parlement européen. En novembre 2016, elle se félicite de la victoire de Donald Trump à l'élection présidentielle américaine, en raison de son « refus de l'ingérence à l'étranger » et de son engagement « pour une politique qui serait moins belliqueuse, pour discuter et travailler avec la Russie ». Alors que Steve Bannon, directeur de campagne puis conseiller en chef de Donald Trump à la Maison blanche, la qualifie d'« étoile montante » et annonce son intention d'ouvrir une antenne de son média Breitbart News en France, elle se dit prête à « travailler » avec celui-ci.
En août 2015, Marion Maréchal-Le Pen est invitée à prendre la parole aux universités d'été organisées par l'Observatoire socio-politique du diocèse de Fréjus-Toulon et par la Province des dominicains de Toulouse à la Sainte-Baume (Var). D'après l'hebdomadaire chrétien La Vie, c'est la première fois qu'« un élu du Front national de premier plan est invité à prendre la parole en tant que catholique lors d'une rencontre organisée par des représentants de l'Église ». Jean-Pierre Denis, directeur de la rédaction de La Vie, estime à ce sujet qu'« une digue a sauté » entre l'Église et le FN, tout en considérant « qu'une majorité des évêques français doit être hostile à ce dialogue ». De son côté, Jean-Michel Di Falco, évêque de Gap et d'Embrun, indique que « cette initiative ne [le] choque pas », tout en précisant qu'il « ne partage pas l’ensemble des idées de ce parti ». Pour le sociologue Philippe Portier, « cette invitation est le point d’aboutissement d’une réflexion menée depuis une dizaine d’années par les catholiques ».
Élue dans un contexte de recomposition de la droite vauclusienne, elle tente elle-même de prolonger ce processus à son profit. Ne souhaitant pas mener une liste aux élections municipales de 2014, elle opte pour une présence, en 10e position, sur la liste FN à Sorgues (Vaucluse) ; la liste est devancée par celle du candidat UMP sortant, qui l'emporte au premier tour. Invitée en mai 2016 avec Louis Aliot et Gilbert Collard du Rendez-vous de Béziers, rassemblement de personnalités de droite et d'extrême droite organisé par Robert Ménard, elle le quitte prématurément pour manifester son désaccord avec certains propos tenus à cette occasion sur son parti, notamment par le maire de Béziers. Elle destine sa réserve parlementaire à plusieurs chantiers dans sa circonscription, mais également à des communes situées en dehors de celle-ci et dirigées par le FN ou des alliés (Le Pontet, Camaret-sur-Aigues), contrairement à l'usage parlementaire.
Après l'attentat du 14 juillet 2016 à Nice, elle annonce qu'elle rejoint la réserve opérationnelle, rappelée à cette occasion par l'exécutif, et appelle les « patriotes » à faire de même. En septembre 2016, elle dépose son dossier pour intégrer le 21e régiment d'infanterie de marine (RIMA) de Fréjus « parce que c'est une ancienne troupe coloniale et qu'il participe à de nombreuses opérations extérieures ». Mais, en février 2017, l'armée ne donne pas une suite favorable à sa demande alors que plusieurs parlementaires ont déjà rejoint les rangs de la réserve opérationnelle. Elle attaque en justice le ministère des Armées à ce sujet en 2018.

### Responsabilités au Front national

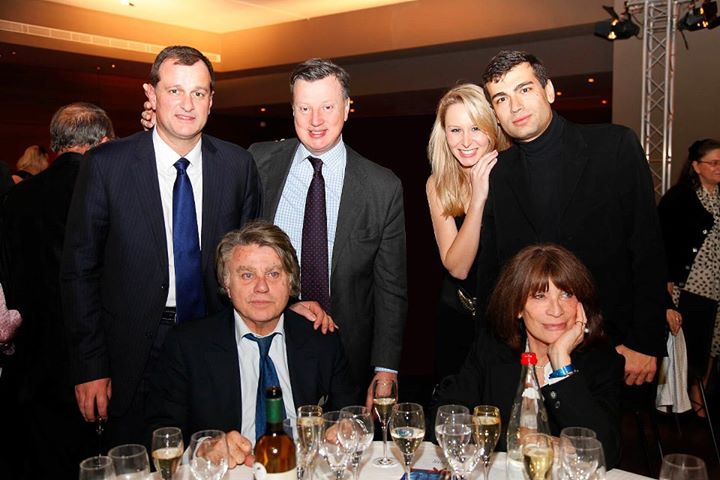
Marion Maréchal au gala des 40 ans du FN, 13 juillet 2013

Marion Maréchal-Le Pen est membre du bureau politique du FN à partir de 2012, et secrétaire de la fédération FN de Vaucluse de 2012 à 2016,.
Au congrès du Front national de novembre 2014, elle arrive première du vote des militants pour le comité central du parti, devançant, avec 80 % des suffrages, Louis Aliot (76 %), Steeve Briois (70 %) et Florian Philippot (69 %), qui est régulièrement présenté comme son rival. Elle n'intègre pas le bureau exécutif, la plus haute instance du parti, refusant « que Marine Le Pen se fasse reprocher le fameux « Front familial » comme on entend si souvent de façon injuste » — eu égard à la présence de Louis Aliot, compagnon de Marine Le Pen. Elle explique également ce choix par le refus de la présidente du FN de constituer des vice-présidences politiques, qui avaient fait l'objet de son intérêt. Dans le nouvel organigramme du FN, rendu public par Marine Le Pen en février 2015, ses soutiens sont marginalisés au profit de ceux de Florian Philippot,.
En juillet 2016, elle relance la Fête des Bleu-blanc-rouge (BBR), dont la dernière édition avait eu lieu en 2006, avec un « rassemblement BBR Grand Sud » au Pontet sur la « thématique médiévale »,. L'événement attire environ 1 500 militants et une centaine d'élus FN, ainsi que Marine Le Pen, alors que la presse évoque des tensions entre elle et Marion Maréchal-Le Pen. À cette occasion, elle assure n'avoir « jamais renié la filiation politique avec Jean-Marie Le Pen » et vouloir « instaurer, à long terme, cette tradition de fête populaire autour des neuf fédérations du Grand Sud ». L'historienne Valérie Igounet considère qu'en reprenant l'intitulé « BBR », « Marion Maréchal Le Pen prolonge donc la tradition FN tout comme son grand-père ».
Invoquant un agenda chargé, elle décline la proposition de Marine Le Pen de jouer un rôle important dans l'organigramme de sa campagne présidentielle de 2017, et en particulier le poste de porte-parole ; elle intègre le conseil stratégique avec peu de soutiens, contrairement à Florian Philippot,,.

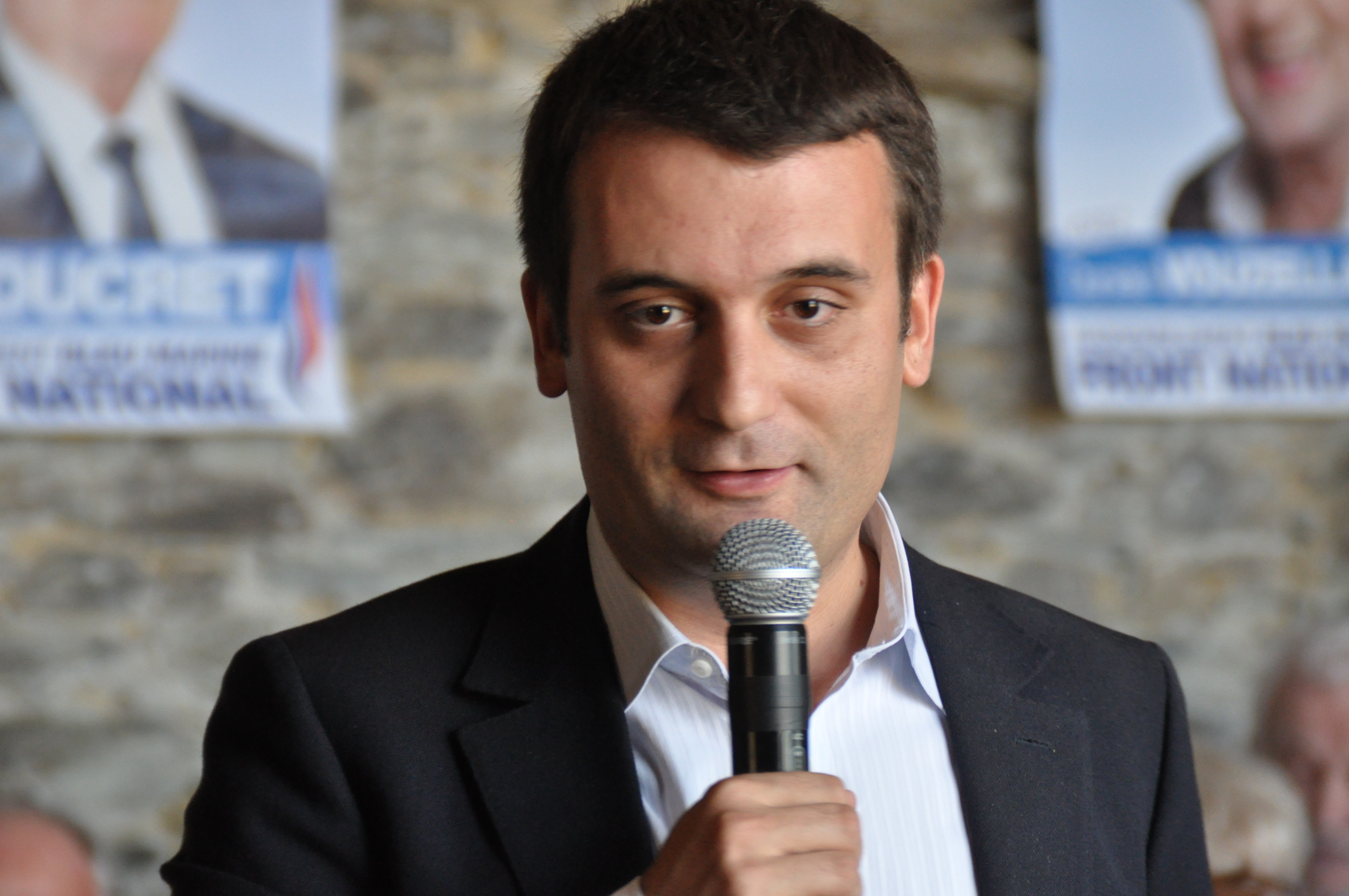
Florian Philippot, rival de Marion Maréchal-Le Pen au sein du FN

Pendant la campagne présidentielle, elle tient de nombreuses réunions publiques, mais celles-ci ne sont pas relayées par l'appareil du FN. Marine Le Pen lui refuse par ailleurs une invitation de France 2 dans L'Émission politique et la qualifie publiquement de personne « assez raide » et « inexpérimentée »,,. Alors que les vues de Florian Philippot sont privilégiées au sein du parti depuis 2012,,, la ligne libérale-conservatrice défendue par Marion Maréchal-Le Pen apparaît majoritaire au sein de l'électorat frontiste.
En particulier après le déclenchement de l'affaire Fillon, les positions de Marion Maréchal-Le Pen sont plusieurs fois mises en avant, grâce notamment à l'influence dans l'appareil de campagne de Philippe Olivier, son oncle par alliance, et de Philippe Vardon, un de ses proches,. Avant le premier tour, elle se réjouit du virage « identitaire / sécuritaire » pris par Marine Le Pen. Vanity Fair indique que « sa mission non officielle est d'aller à la pêche aux députés de droite fronto-compatibles ». L'accord d'entre-deux-tours de la présidentielle avec Nicolas Dupont-Aignan est ainsi perçu comme étant favorable à ses orientations,. Si les médias lui attribuent des critiques implicites à l'égard de la campagne de sa tante, elle met en cause, après l'élection d'Emmanuel Macron, « un traitement médiatique particulièrement injuste », et « rejette fermement toute tentative médiatique qui voudrait [la] jeter contre Marine le Pen dans les jours à venir »,.

### Conseillère régionale de PACA

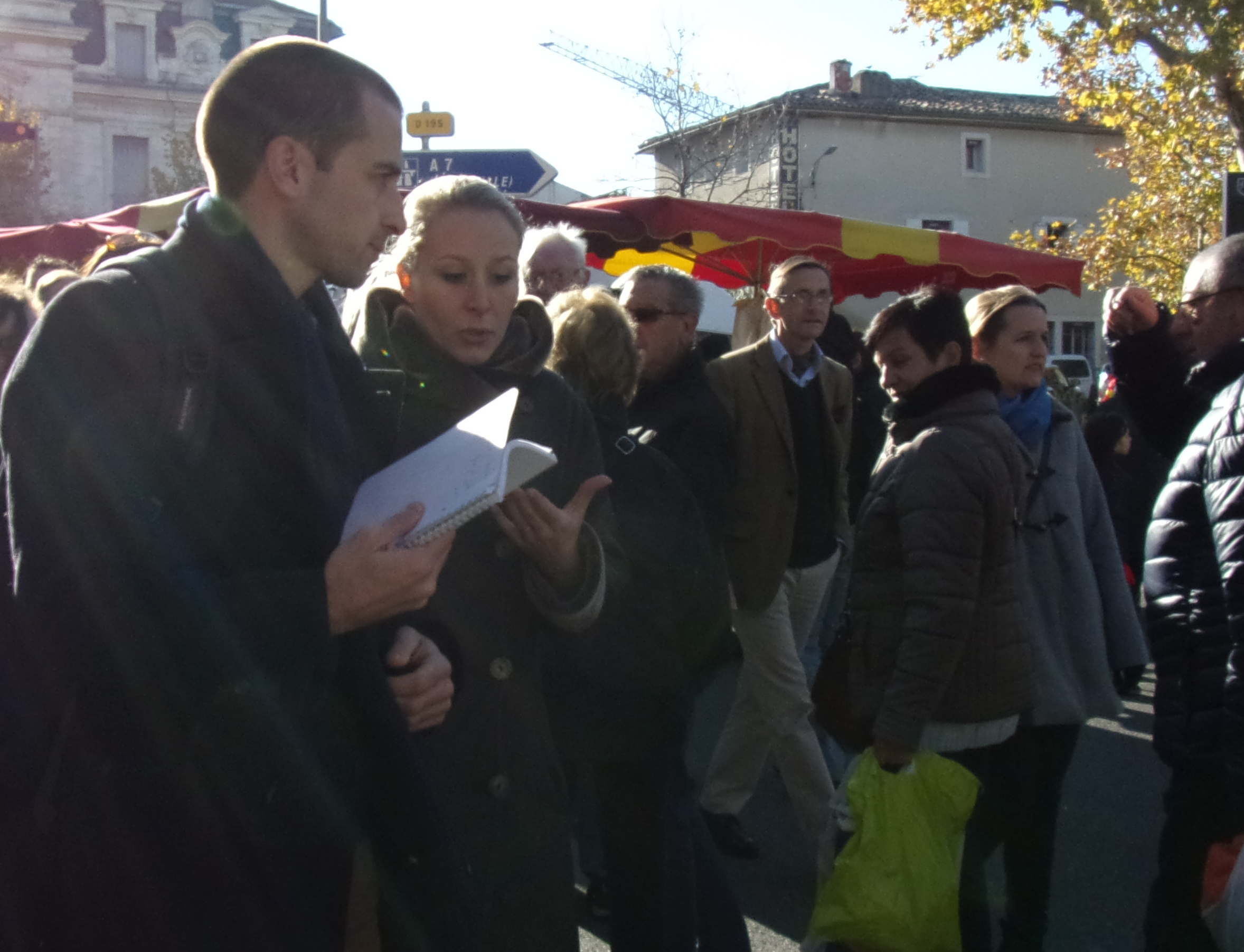
Marion Maréchal-Le Pen à Carpentras, en novembre 2015

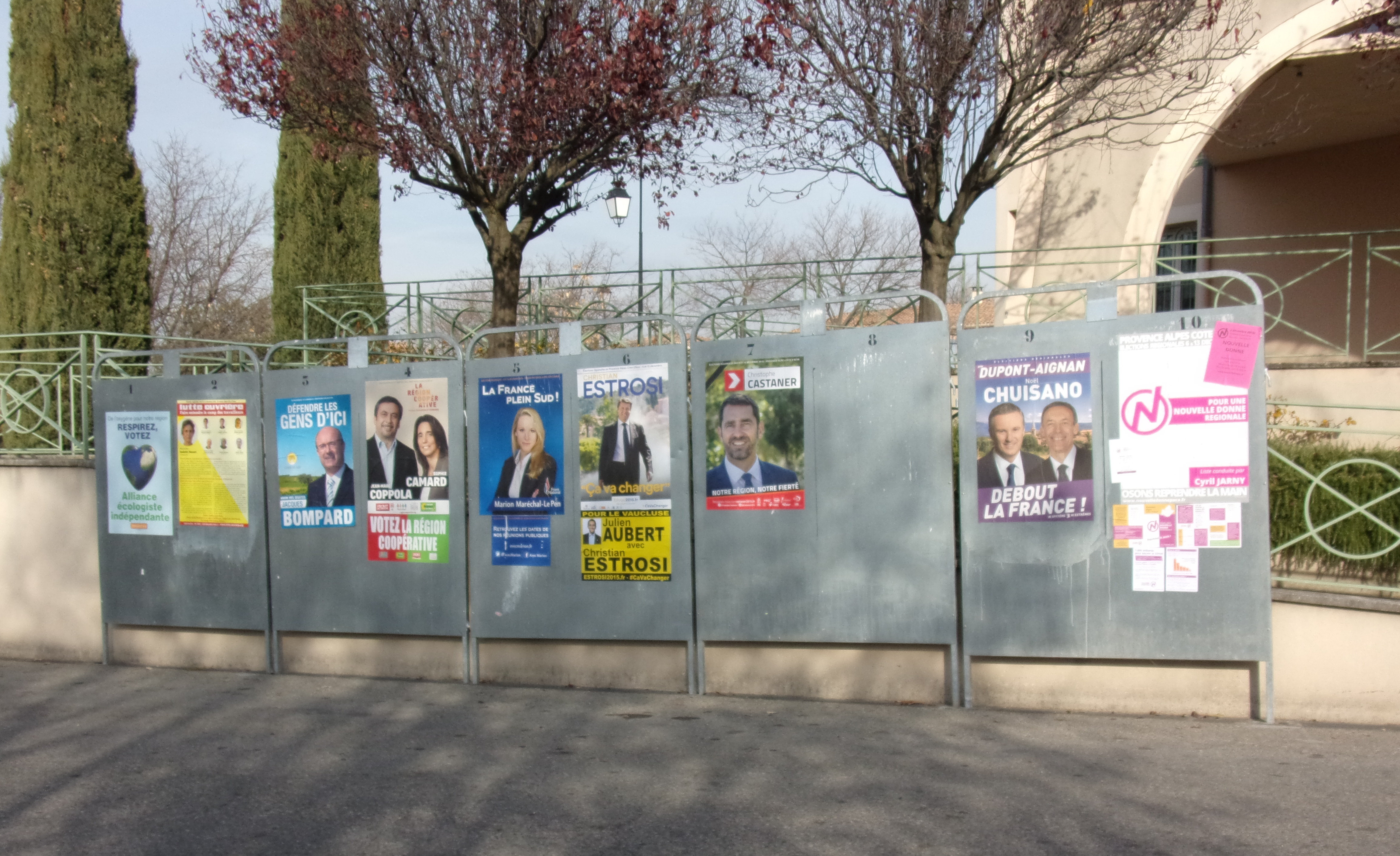
Panneaux électoraux à Saint-Didier (Vaucluse), en vue du premier tour des élections régionales

En avril 2015, après l'annonce du retrait de la candidature de Jean-Marie Le Pen, au cœur d'une polémique en raison de certains de ses propos, elle est désignée tête de liste FN aux élections régionales de décembre en Provence-Alpes-Côte d'Azur. Tout en se déclarant « en désaccord sur le fond » avec les déclarations de son grand-père, elle se prononce contre l'exclusion de celui-ci du FN. D'après le politiste Joël Gombin, cette prise de position minoritaire s'explique par le fait qu'elle est la seule à disposer au FN d'une double légitimité (à la fois « charismatique », en raison de son patronyme, et « politique », avec son mandat de députée) et par le fait qu'elle propose une « vision plus classique du FN ».
Elle propose notamment le développement d'un patriotisme économique régional en donnant la priorité aux entreprises régionales pour les marchés publics, la réorganisation de la formation professionnelle en investissant en priorité le domaine des nouvelles technologies de l'information et de la communication et la mise en place d'une police régionale dans les TER. Lors de la campagne, elle reprend principalement les thèmes de prédilection du Front national, en particulier les questions identitaires et d'immigration : elle déclare ainsi refuser que la région « passe de la Riviera à la favela ». Au fil des mois, elle obtient le ralliement de plusieurs élus de droite, notamment d'Olivier Bettati, conseiller municipal divers droite à Nice et ancien adjoint de Christian Estrosi, qui est désigné tête de liste FN dans les Alpes-Maritimes,, ainsi que de Philippe Vardon, fondateur du mouvement identitaire Nissa Rebela.
Durant cette campagne, elle est la seule tête de liste du FN à ne pas avoir souscrit aux crédits obligatoires du micro-parti Jeanne, géré par des proches de Marine Le Pen, ce qui la met à l'abri des poursuites judiciaires lancées dans le cadre de l'« affaire Jeanne ».
À l'issue du premier tour, le 6 décembre 2015, la liste qu'elle conduit arrive en tête, avec 40,6 % des voix, devant la liste de droite menée par le député et maire de Nice, Christian Estrosi (26,5 %), et la liste du député socialiste Christophe Castaner (16,6 %). Ce dernier se retire du second tour et apporte son soutien à Christian Estrosi pour faire barrage à Marion Maréchal-Le Pen. Le 13 décembre 2015, au second tour, la liste de Christian Estrosi obtient 54,78 % des suffrages contre 45,22 % pour celle du Front national. Il s'agit du meilleur score obtenu dans une région par le Front national lors de ces élections, Marine Le Pen obtenant trois points de moins en Nord-Pas-de-Calais-Picardie et Florian Philippot neuf points de moins en Alsace-Champagne-Ardenne-Lorraine,. Le FN réalise par ailleurs le meilleur résultat de son histoire en Provence-Alpes-Côte d'Azur, obtenant 42 élus dans le nouveau conseil régional,.
Élue conseillère régionale pour le département de Vaucluse, elle prend ses fonctions le 18 décembre suivant et devient présidente du groupe FN.

### Retrait temporaire de la vie politique

#### Annonce du retrait

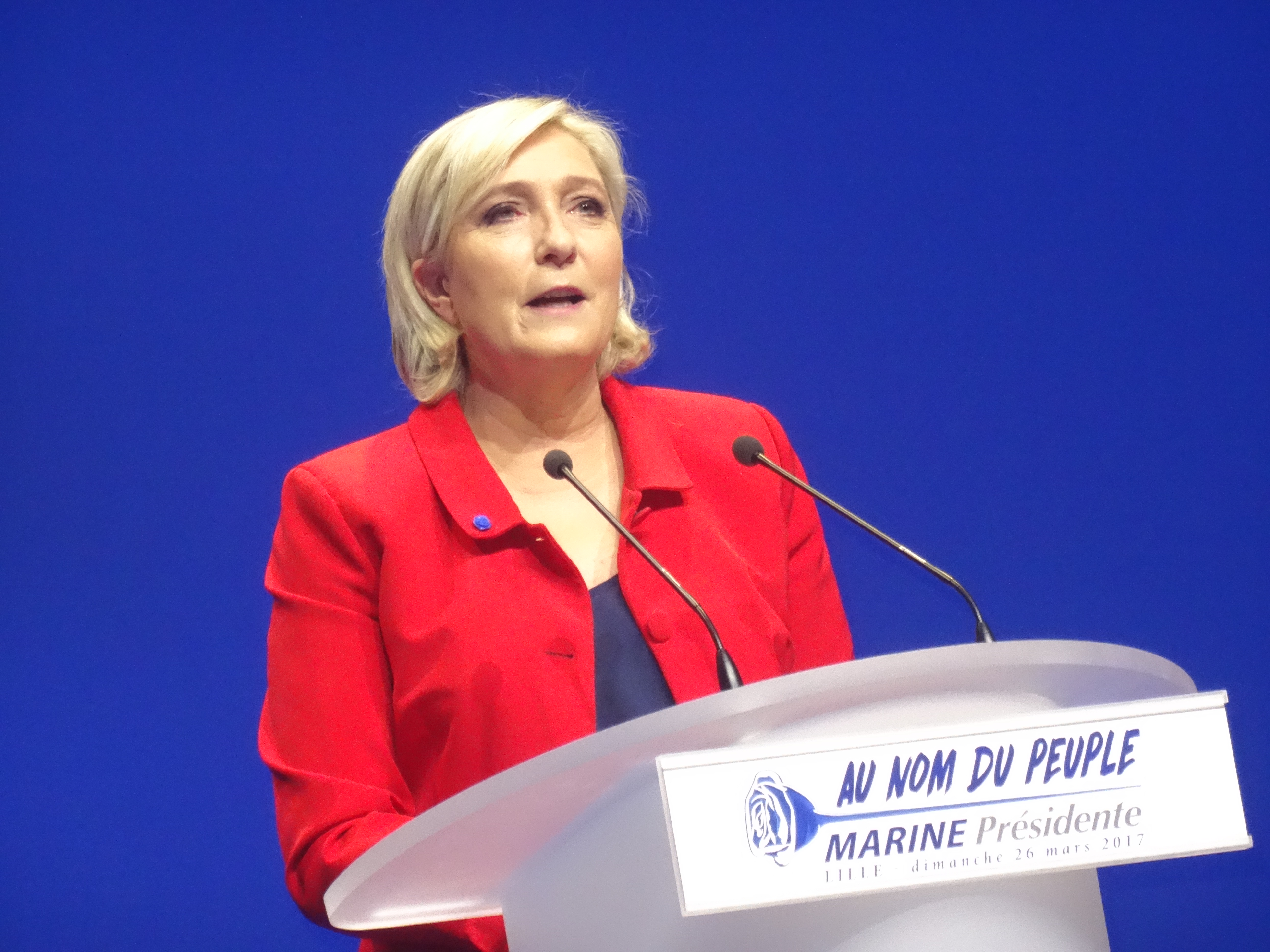
Marine Le Pen en 2017, dont l'échec à l'élection présidentielle a précédé le retrait de la vie politique de Maréchal

Marion Maréchal-Le Pen confie dès 2013 ne pas vouloir faire de la politique toute sa vie et exprime son souhait de travailler un jour dans le secteur privé,. Le 9 mai 2017, à la surprise générale, elle annonce qu'elle renonce à briguer un nouveau mandat de députée aux élections législatives du mois suivant (pour lequel elle était pourtant donnée favorite),. Son suppléant à l'Assemblée nationale, Hervé de Lépinau, échoue de justesse à maintenir la circonscription dans le giron FN.
Elle annonce dans la foulée sa démission de son mandat de conseillère régionale de PACA, effective le 7 juillet 2017. Elle est remplacée par Frédéric Boccaletti à la tête du groupe FN et par Philippe de Beauregard au conseil régional.
Pour justifier son retrait, Marion Maréchal-Le Pen met en avant des « raisons personnelles et politiques ». Si elle invoque son souhait de s'occuper davantage de sa fille et sa volonté de découvrir le monde de l'entreprise, ses désaccords avec Florian Philippot et Marine Le Pen sont également avancés, notamment sur la question de l'union des droites,,. Dans un entretien à Valeurs actuelles présenté comme son « testament politique », Marion Maréchal-Le Pen affirme qu'elle appartient « à la droite Buisson » et que « la stratégie victorieuse réside dans l’alliance de la bourgeoisie conservatrice et des classes populaires » au moyen de « la question identitaire »,.

#### Institut des sciences sociales, économiques et politiques (ISSEP)
En 2018, Marion Maréchal participe à la fondation de l'Institut des sciences sociales, économiques et politiques (ISSEP), une école d'enseignement supérieur dont elle devient la directrice générale. L'établissement dispense à la fois un enseignement de type école de commerce, des sciences politiques et de la culture générale. En 2019, il compte à peine 15 étudiants, ce qui conduit Arrêt sur images à considérer l'opération comme « un échec ». Elle quitte la direction de l'école en mai 2022, mais conserve un rôle dans les partenariats internationaux. En 2023, elle ouvre une antenne de l’ISSEP à Paris.

#### Influence persistante dans la vie politique française
Alors que Marine Le Pen est affaiblie par la campagne présidentielle de 2017, le retour en politique de Marion Maréchal est envisagé dans la presse, en particulier en vue de l'élection présidentielle de 2022,,. Lancé en septembre 2017, le magazine L'Incorrect est dirigé par certains de ses anciens collaborateurs et présenté comme l'organe de presse de ses partisans,. À l'issue du congrès du FN de 2018, les médias relèvent sa popularité persistante auprès des militants,, et plusieurs études d'opinion lui accordent une popularité supérieure à celle de Marine Le Pen, notamment auprès des sympathisants de droite,,. Le Figaro relève alors que la nouvelle ligne du FN « se confond avec la sensibilité qu'incarnait la députée du Vaucluse » à travers l'abandon de la sortie de l'euro comme priorité du parti, ou la nouvelle politique d'ouverture vis-à-vis d'autres partis, surtout à droite. Si ses soutiens s'estiment écartés des instances dirigeantes du parti, une dizaine des quarante membres du nouveau bureau national se réclament ou se disent proches de sa ligne,,.
À la suite des élections européennes de 2019, qui sont marquées par l'effondrement des Républicains (LR) et lors desquelles elle n'a pas appelé à voter pour la liste du Rassemblement national (ex-FN), elle intervient dans les médias français pour la première fois depuis son retrait de la vie politique. Elle appelle à une union entre le RN et les autres formations de droite pouvant « aboutir à des coalitions gouvernementales ou à des alliances de circonstances à des élections »,. Elle précise ne pas vouloir « retourner dans le giron » d'un parti politique. Ses relations avec Marine Le Pen restent tendues : cette dernière veille à ce que les nouveaux députés du RN n'embauchent aucun proche de sa nièce comme assistant parlementaire.
En septembre 2019, elle conclut par un discours la « Convention de la droite » : organisée autour d'elle et d'Éric Zemmour, sous l'impulsion du magazine L'Incorrect, celle-ci réunit « plusieurs figures de l’extrême droite et de la droite radicale », face à 1 500 participants, et déclare vouloir rapprocher la droite gravitant autour de LR et le RN,. À cette occasion, elle évoque cinq grands défis : « le grand remplacement » — qu'elle présente comme « le plus vital » —, le « grand déclassement », le « grand épuisement écologique », le « grand basculement anthropologique » et le « grand affrontement des puissances »,. Le Monde évoque « un discours programmatique à la limite de la candidature ». Le Point relève alors qu'« elle peine à attirer des élus du Rassemblement national et des LR autour d'elle ». Fin 2019, France Info la classe parmi cinq personnalités marquantes de l'année ; Arrêt sur images estime de son côté qu'elle a bénéficié d'« une couverture médiatique hypertrophiée » en l'absence de mandat électoral.
À l'été 2020, plusieurs de ses proches ou tenants de sa ligne, tels que Nicolas Bay et Frédéric Boccaletti, sont écartés d'instances du RN ou d’investitures pour les élections à venir. Elle déplore cette décision, évoquant une « croisade » et une « tendance à la contraction » ayant commencé avant même son départ du parti,. Jean-Lin Lacapelle, délégué du RN aux Ressources, rappelle qu'elle n'est plus membre du parti depuis 2019. Un mois plus tard, deux proches de Marion Maréchal se voient refuser leur demande d'adhésion par le siège du RN, ce qui alimente, selon Marianne, « les soupçons sur une supposée liste noire », démentis par Jean-Lin Lacapelle. Dans le même temps, Marion Maréchal annonce le lancement d'un think tank, le Centre d'analyse et de prospective, afin de « vivifier un débat public très amorphe » et de relancer une « dynamique [qui] ne vient plus des partis politiques, quels qu'ils soient ».

#### Interventions à l'étranger

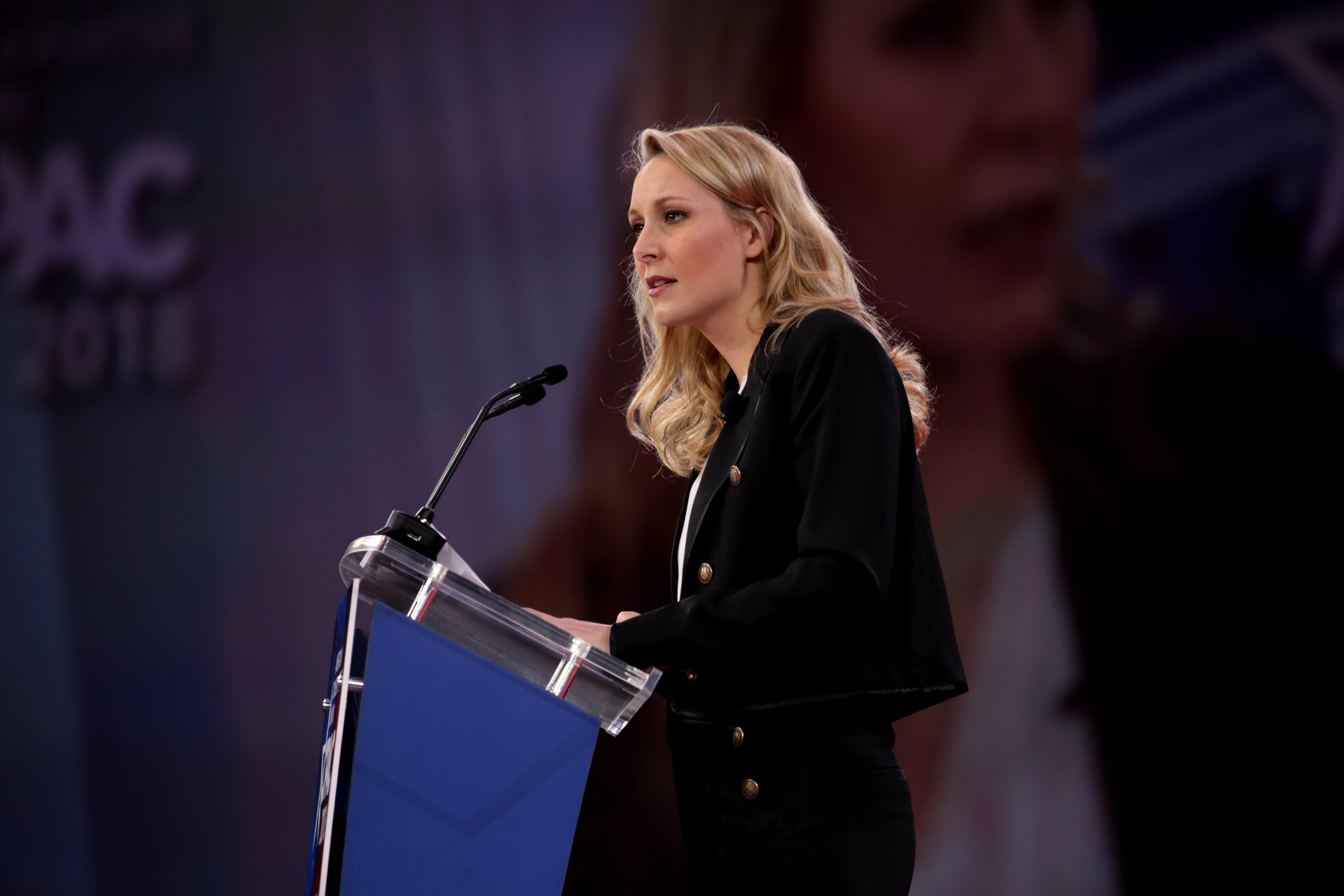
Marion Maréchal à la Conservative Political Action Conference (CPAC) de 2018 dans le Maryland, États-Unis

Avec Nigel Farage, elle est la seule personnalité européenne à intervenir au congrès des conservateurs américains (CPAC) de février 2018,. Elle y prononce en anglais un discours dans lequel elle déclare notamment que la France, « fille aînée de l'Église catholique », est en train de « devenir la petite-nièce de l'islam ». Son invitation divise la droite américaine, des disciples de Ronald Reagan la qualifiant de socialiste tandis que d'autres saluent son libéral-conservatisme,. Le 22 janvier 2019, elle intervient à l'université d'Oxford, où elle vante le populisme de droite et dresse un parallèle entre les partisans du Brexit, au Royaume-Uni, et les Gilets jaunes en France,. En avril 2019, elle participe au Forum économique international de Yalta, en Crimée.
Les 23 et 24 septembre 2021, invitée par le Premier ministre Viktor Orbán, elle participe au sommet de la démographie de Budapest (Hongrie), qui rassemble des figures de la droite nationaliste, notamment Mike Pence et Éric Zemmour. Elle y tient un discours pour défendre la famille comme « cellule de base de la société » et prédit que « si la famille n'est pas défendue, il n'est pas impossible que dans 60 ans la France devienne une République islamique ». Selon l'ancienne députée française, « Viktor Orbán a compris l'évolution du monde et défend l'identité de son pays et donc celle de l'Europe »,.
Marion Maréchal est invitée par le gouvernement israélien du Premier Ministre Benyamin Netanyahou à participer à la conférence internationale de la lutte contre l’antisémitisme à Jérusalem les 26 et 27 mars 2025,.

### Soutien d'Éric Zemmour lors de l'élection présidentielle de 2022

Maréchal avec le leader du parti roumain AUR, George Simion, 20 mars 2025

Dès octobre 2019, Marion Maréchal annonce qu'elle n'a « pas l'intention » de se présenter à l'élection présidentielle de 2022. Dans le même temps, elle se rapproche du journaliste d'extrême droite Éric Zemmour par l'entremise de leur amie commune Sarah Knafo. Dans un entretien croisé de sept pages publié dans le mensuel L'Incorrect en octobre 2019, ils font état de nombreux points de convergence : tous deux se montrent partisans d'une union des droites alliant la bourgeoisie « patriote » et les classes populaires (une stratégie à laquelle Marine Le Pen est hostile), dénoncent l'« islamisation » de la France et partagent une ligne identitaire et libérale-conservatrice,.
Lorsque la candidature de l'essayiste à l'élection présidentielle de 2022 est évoquée à partir de l'été 2021, l'ancienne députée et son entourage rencontrent fréquemment ses équipes, alors que la direction du FN/RN avait tout fait pour les marginaliser (exclusion de nombreux marionistes par le « clan d'Hénin-Beaumont », éviction de ses partisans aux élections régionales et lors du congrès de Perpignan). Marion Maréchal s'affiche avec Zemmour à l'occasion du sommet de la démographie de Budapest en septembre 2021, déclarant à son sujet : « C’est quelqu’un que je connais bien et que j’apprécie. C’est un homme intéressant pour le débat public. Il va bousculer un peu tout le monde. » Cette initiative déplaît à sa tante, en difficulté dans les sondages en raison de la candidature potentielle puis avérée d'Éric Zemmour : elle réagit en affirmant que Marion Maréchal n'a « plus les capteurs nécessaires » du fait de « son éloignement avec le terrain politique »,.
Le 27 janvier 2022, Marion Maréchal confie qu'elle ne soutiendra pas la candidature de Marine Le Pen à l'élection présidentielle de 2022 et qu'elle « réfléchit » à appuyer celle d'Éric Zemmour, dont elle loue « la cohérence, la vision, la stratégie », et à rejoindre son parti Reconquête. Elle annonce qu'elle compte quitter le secteur privé pour revenir en politique, notamment à l'occasion des élections législatives de 2022,.
Plusieurs proches de Marion Maréchal gravitent autour de la campagne d'Éric Zemmour, « qui défend comme elle un programme économique libéral adossé à des valeurs ultraconservatrices » selon Le Monde. Selon Mediapart, « la candidature Zemmour est avant tout la sienne » : « la candidature d’« union des droites », concurrente de celle de Marine Le Pen, a d’abord été orchestrée par ses proches » et « c’est bien son entourage qui est aux manettes de la campagne du journaliste d’extrême droite, ses proches au RN, comme Nicolas Bay, récemment rallié à Zemmour, et bombardé numéro 2 du parti, occupant presque tous les postes clés ».
Marion Maréchal annonce officiellement son ralliement à Éric Zemmour le 6 mars 2022, lors d'un meeting à Toulon du candidat à l'élection présidentielle.

### Vice-présidente exécutive du parti Reconquête

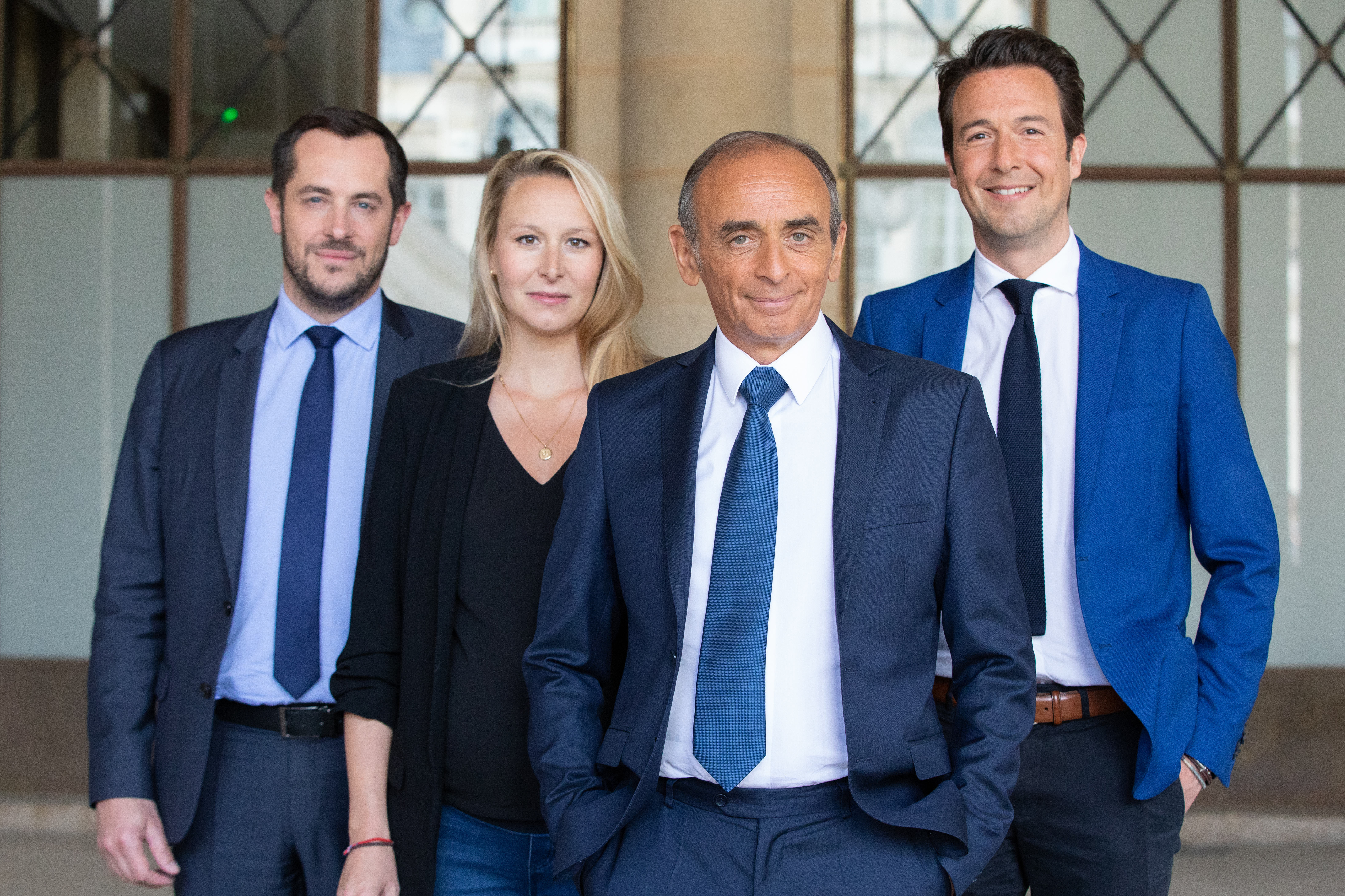
De gauche à droite : Nicolas Bay, Marion Maréchal, Éric Zemmour et Guillaume Peltier

Le 19 avril 2022, Marion Maréchal annonce son adhésion à Reconquête, fondé en décembre 2021 par Éric Zemmour, et sa nomination à la fonction de vice-présidente exécutive, au côté de Guillaume Peltier et Nicolas Bay.
Elle indique ne pas prendre part aux élections législatives de juin 2022 en raison de sa grossesse,. Elle se présente néanmoins comme suppléante de Stanislas Rigault dans la deuxième circonscription de Vaucluse. Celui-ci perd au premier tour, avec 10,5 % des voix exprimées.
En septembre 2023, Éric Zemmour charge Marion Maréchal de conduire la liste de Reconquête aux élections européennes de 2024. Marion Maréchal annonce une campagne principalement axée sur l'immigration afin « de faire basculer la majorité de l'Union européenne, tenue par le centre et par la gauche, vers une majorité de la vraie droite »,. Elle annonce que le parti rejoindra le groupe Conservateurs et réformistes européens (CRE), avec l'ambition d'en faire la troisième force au Parlement européen.
Elle tient son premier meeting de campagne à Paris le 10 mars 2024. Tandis que le parti doit faire face à la concurrence du RN, Marion Maréchal tente de trouver un terrain d'entente avec le parti concurrent pour travailler ensemble au Parlement européen. Le Monde et France Info analysent cette campagne comme une tentative de « survie politique » de Marion Maréchal,. Cette campagne fait survenir des tensions entre Marion Maréchal et Éric Zemmour en raison de désaccords sur la stratégie électorale à adopter face au faible taux d'intentions de vote projetés par les sondages pour Reconquête,.
En juin 2024, après l'échec de négociations pour une alliance entre Reconquête et le RN lors des élections législatives, Marion Maréchal appelle à voter pour les candidats du RN, critiquant Éric Zemmour pour sa volonté de présenter des candidats contre le RN, ce qui risquerait selon elle de diviser leur camp. Éric Zemmour accuse Marion Maréchal de trahison et l'exclut du parti, de même que Nicolas Bay, Guillaume Peltier et Laurence Trochu,,.
Selon Le Canard enchaîné, Marion Maréchal et ses collaborateurs « auraient dilapidé l'argent de Reconquête » avant de rejoindre le Rassemblement national. Le trésorier de Reconquête, Gilbert Payet, estime que quatre cabinets de conseil dirigés par des proches de Marion Maréchal auraient gaspillé 500 000 euros. Selon lui, le cabinet de conseil Delta Lead, dirigé par Philippe Schleiter (neveu du négationniste Robert Faurisson), aurait obtenu 19 800 euros en mars. Un montant que le sujet remet en cause. « Personne n'était payé à ce niveau pendant la campagne présidentielle », lui aurait cependant écrit le trésorier d'Éric Zemmour, après avoir été alerté par l'équipe de marketing,.

### Députée européenne

#### Entrée en fonction
Dans le mois qui suit leur exclusion de Reconquête, Marion Maréchal, Guillaume Peltier et Nicolas Bay créent un micro-parti baptisé « La France fière », du nom de leur liste aux élections européennes. Ils siègent avec Laurence Trochu au sein des Conservateurs et réformistes européens (CRE), tandis que Sarah Knafo (seule députée européenne restant affiliée à Reconquête après la mise à l'écart des quatre autres élus de la liste) rejoint L'Europe des nations souveraines au Parlement européen.

#### Lancement d'un nouveau parti
Le 7 octobre 2024, dans un entretien au journal Le Figaro, Marion Maréchal annonce la création d’un nouveau parti politique, qu’elle baptise Identité-Libertés, (en fait la reprise du Mouvement conservateur, initialement Sens commun, dont elle succède à la présidence à Laurence Trochu et auquel elle rallie les autres eurodéputés exclus de Reconquête). Elle déclare que son objectif est de ,. Elle propose une « coalition » avec sa tante et dit vouloir « contribuer à la victoire du camp national »,. Elle assure également qu'elle soutiendra Marine Le Pen pour l'élection présidentielle de 2027,.

## Opinions et prises de position

### Ligne politique
Un temps séduite par Nicolas Sarkozy, Marion Maréchal-Le Pen déclare en 2012 ne pas être d'extrême droite et se montre favorable à l'« union des droites », depuis la droite nationale jusqu'à l'extrême droite radicale,. En 2016, elle se définit comme une « femme de droite, souverainiste et identitaire ». Reprenant la thèse de la tripartition des droites de René Rémond, elle dit se situer « à la confluence de la droite légitimiste et de la droite bonapartiste », et dit être marquée par La Cause du Peuple de Patrick Buisson, ouvrage dans lequel elle a vu « exposés de manière claire, les fondements de [sa] droite nationale, identitaire, et sociale ». Elle s'écarte ainsi du slogan frontiste« ni droite, ni gauche : Français ! » , théorisé par son père dans les années 1990. Qualifiée dans la presse de « libérale-conservatrice »,, elle représente l'aile droite du FN, sans avoir néanmoins de courant réellement structuré autour d'elle. Pour le journaliste Laurent de Boissieu, Marion Maréchal-Le Pen incarne au sein du parti « une opposition officieuse, se réclamant de droite, économiquement nationale-libérale […] et sociétalement conservatrice ». Joël Gombin estime que « sur un plan stratégique, c’est Marion, et non Marine, la vraie héritière de Jean-Marie Le Pen ».
Elle est une admiratrice de Napoléon Bonaparte à travers notamment la biographie que lui a consacrée Jacques Bainville ; elle indique cependant ne pas être monarchiste. Elle fonde sa doctrine sur les lectures d'Ernest Renan, de Maurice Barrès et de Jacques Bainville. Pour l'historien Laurent Joly, elle « incarne l’héritage maurrassien », notamment à travers ses « propos ouvertement contre-révolutionnaires ». Selon L'Express, « son catholicisme structure sa pensée et ses relations ». Le politologue Jean-Yves Camus souligne cependant la modération de son affirmation catholique doctrinale par rapport à une ancienne branche traditionaliste du FN incarnée par Bernard Antony. Le politiste Joël Gombin observe sous son égide « le rapprochement entre les nationaux-catholiques et les identitaires, qui viennent de deux familles idéologiques, et sont en voie de fusion autour [d'elle] ».
Pour Jean-Yves Camus, Marion Maréchal-Le Pen représente un électorat « méridional, héritier du poujadisme : des artisans, commerçants et classes moyennes sensibles à l'idée de libérer les énergies productives ». Pour son confrère Sylvain Crépon, elle développe un discours « sensible à la question identitaire, à l’immigration, ce qui correspond aux attentes de son électorat du Sud-Est, et pas seulement pied-noir ». Cette ligne politique et son ancrage territorial la distinguent de certains cadres du FN, de Marine Le Pen et Florian Philippot en particulier,,.
Jérôme Fourquet, de l'Ifop, estime, en août 2015, que « le positionnement plus libéral et droitier de la députée de Vaucluse ne se traduit pas par une prime pour celle-ci parmi les CSP+ ou dans l’électorat de Nicolas Sarkozy à la présidentielle de 2012 ». Selon lui, la similarité des cotes de popularité de Marion Maréchal-Le Pen et de Marine Le Pen dans différents segments de la population française « semble indiquer que pour réelles que soient les différences de tonalités des deux discours, la puissance des marques « FN » et « Le Pen » pèse bien plus lourd ». Pour le journaliste Laurent de Boissieu, « si la ligne officielle du FN est effectivement celle de Marine Le Pen, les militants et les cadres semblent, à des degrés certes variables selon les thématiques, bien plus sur la ligne de Marion Maréchal-Le Pen ». En janvier 2017, un sondage indique que 52 % des sympathisants du Front national se disent plus proches des idées portées par Marion Maréchal que de celles soutenues par Florian Philippot (29 %) ; cette avance est encore plus prononcée chez les jeunes de 18 à 24 ans (66 % contre 8 %).

### Immigration
Contrairement à Marine Le Pen ou à Florian Philippot, Marion Maréchal adhère à la théorie du grand remplacement et affirme qu'« il y a aujourd'hui un effet de substitution sur certaines parties du territoire de ce qu'on appelle les Français de souche par une population nouvellement immigrée ». Au cours de la campagne des élections régionales de 2015, elle déclare déplorer « le remplacement continu d'une population par une autre, qui apporte avec elle sa culture, ses valeurs et sa religion ». Estimant « urgent de rétablir nos frontières », elle appelle notamment à la suspension provisoire de la convention de Schengen,. Elle se prononce pour la fin de la double nationalité, du droit du sol et du regroupement familial et pour l'expulsion immédiate des étrangers condamnés pour crimes et délits.
En février 2021, elle apporte son soutien à Génération identitaire, qui fait l'objet d'une procédure de dissolution lancée par le ministère de l'Intérieur pour ses actions anti-immigration. Comme pour Jordan Bardella, le réseau social Facebook supprime alors plusieurs messages de Marion Maréchal et menace de suspendre sa page, ce qui constitue selon elle « une démarche de censure idéologique et politique en dehors de tout cadre judiciaire »,.

### Économie
Laurent de Boissieu présente Marion Maréchal comme « libérale en politique économique intérieure mais protectionniste (antilibérale) en politique économique extérieure ». Elle déclare en 2013 : « L'État a fait la France, l'étatisme l'a tuée. Ma génération critique fortement l'assistanat. Il faut remettre le goût du travail, réformer la protection sociale. » Lors d'un bureau politique du FN, elle conteste la priorité donnée, selon elle, à l'économique et au social plutôt qu'à la sécurité et à l'immigration au sein de son parti : « Sinon on fait du sous-Chevènement ou du sous-Mélenchon. »
En février 2016, elle mentionne les mesures économiques structurelles qu'elle juge prioritaires : « le rétablissement des comptes publics, la réforme du droit du travail, la réforme du statut des fonctionnaires, la réforme fiscale, la simplification administrative ». Elle déclare que c'est seulement une fois ces réformes réalisées qu'il doit être question de l'avenir de la France dans la zone euro, avec l'engagement de négociations entre la France et les autorités européennes. Les marges de progression électorales du Front national se situent selon elle, en particulier sur les questions économiques, « sur l'électorat de droite ». En septembre 2016, après l'annonce de la fermeture du site d'Alstom à Belfort, elle déclare que la nationalisation de l'entreprise « peut être une solution, mais une solution ultime », estimant que l'entreprise « touche à l'indépendance française et à un savoir-faire » et regrettant qu'il n'y ait pas eu de « traitement économique en amont, avec un patriotisme économique ». Durant la campagne présidentielle de 2017, elle affirme que le Front national souhaite « évidemment remettre en cause les régimes spéciaux » de retraite avant d'être contredite par sa tante.
Marion Maréchal-Le Pen est à l'origine du cercle frontiste Cardinal (dont Axel Loustau prend la tête), destiné à rassembler des patrons de petite ou moyenne entreprise, afin de faire remonter leurs doléances à Marine Le Pen. En juin 2016, celle-ci enjoint à Marion Maréchal-Le Pen de retirer des amendements déposés à l'Assemblée nationale dans le cadre du projet de loi travail, les jugeant trop libéraux,.

### Société

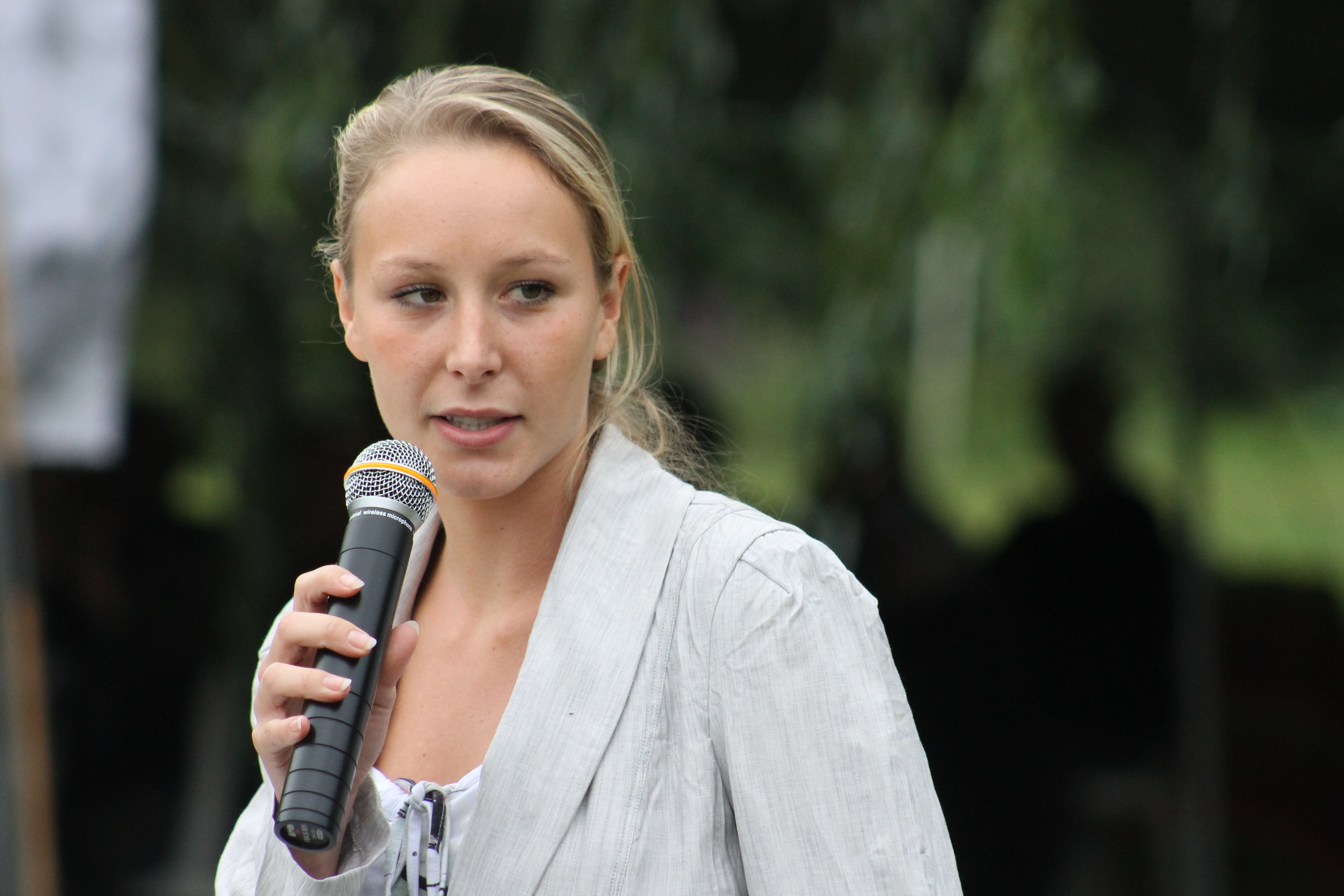
Marion Maréchal-Le Pen en 2012

#### Droits des LGBT et accusations de transphobie
En faveur d'un « Pacs élargi » pour les couples de personnes de même sexe, elle s'oppose au mariage homosexuel, défilant plusieurs fois dans les rues de Paris, entourée de cadres du parti et de sympathisants, mais sans Marine Le Pen, qui se montre plus réservée sur le sujet,,. Elle soutient à cette occasion le Printemps français et envisage une possible « alliance » avec le mouvement Sens commun, courant des Républicains issu de la contestation. Elle participe également à un rassemblement des Veilleurs en 2015. Pour la journaliste Marie-Pierre Bourgeois, « c'est La Manif pour tous qui fait véritablement naître politiquement Marion Maréchal-Le Pen ». À l'Assemblée, elle dénonce les méthodes du gouvernement face à « la vaste mobilisation populaire contre le mariage et l’adoption homosexuels : publication de chiffres falsifiés, propagande antifasciste, répression lors de manifestations, prisonniers politiques ». En 2013, elle signe, avec Gilbert Collard et Jacques Bompard, une vingtaine d'amendements — tous rejetés — sur le projet de loi, selon Slate, pour « vider le projet de sa substance », reconnaître une clause de conscience pour les maires, empêcher l'« immigration nuptiale » depuis les pays où le mariage entre personnes de même sexe n'est pas reconnu, interdire l'adoption ou la procréation médicalement assistée (PMA) pour les unions homosexuelles ou obtenir « un état des lieux de l'application de la théorie du gender en France ». Lors de la campagne pour les élections régionales de 2015, elle annonce sa volonté de stopper les subventions du conseil régional de PACA aux plannings familiaux et aux associations LGBT, qu'elle juge trop politisées,. En 2016, elle déclare que l'ouverture du mariage aux couples homosexuels « ouvre la voie à de très nombreuses dérives » comme la polygamie.
Sur Radio Courtoisie, en octobre 2015, elle s'étonne, concernant le mariage civil, qu'il faille « demander l'autorisation à la République française » pour recevoir un sacrement. Elle se dit favorable à la laïcité en tant qu'« outil utile contre la propagation […] des revendications de certains musulmans », mais contre « le laïcisme, c’est-à-dire la religion de la laïcité, qui voudrait que l’on rejette la religion de toute sphère publique ». Dans un entretien au quotidien Présent, elle estime que les musulmans « ne peuvent avoir exactement le même rang que la religion catholique » en France, tout en jugeant qu'« il n'y a aucun phénomène d'islamophobie en France ». Elle demande la dissolution de l'UOIF. En juillet 2015, elle présente ses excuses aux protestants, en rappelant que son grand-père fut pasteur, après avoir salué « l’esprit de résistance » des habitants de la Provence établissant un parallèle entre la lutte contre la Réforme et celle contre l'occupation allemande.
Marion Maréchal s'oppose à la transidentité et aux personnes transgenres. Ses propos considérés comme transphobes font l'objet de plusieurs plaintes de la part d'associations ou personnalité transgenre pour « injure transphobe »,.

#### IVG
Favorable au droit à l'avortement, elle critique néanmoins les recours excessifs à cette pratique et se prononce pour son déremboursement par la Sécurité sociale, déclarant que « ce n'est pas à l'État de réparer les inattentions de certaines femmes »,,,,. Cette position l'oppose en 2016 à Marine Le Pen et à Florian Philippot : elle s'en étonne alors, affirmant que le programme présidentiel de Marine Le Pen en 2012 était sur cette ligne,. L'historienne Valérie Igounet note qu'au vu des soutiens qui s'expriment alors à son endroit, « elle semble loin d’être « minoritaire » et « isolée » sur cette question… pour reprendre les termes de Florian Philippot ». À l'Assemblée, elle critique, concernant l'extension du délit d'entrave à l'IVG, « un véritable féminisme patriarcal » qui semble voir les femmes comme « des êtres complètement stupides ».

#### Peine de mort
Marion Maréchal se prononce contre le rétablissement de la peine de mort en France, privilégiant la « perpétuité réelle ». Joël Gombin explique cette position par son catholicisme et son attachement au droit à la vie.

### Institutions

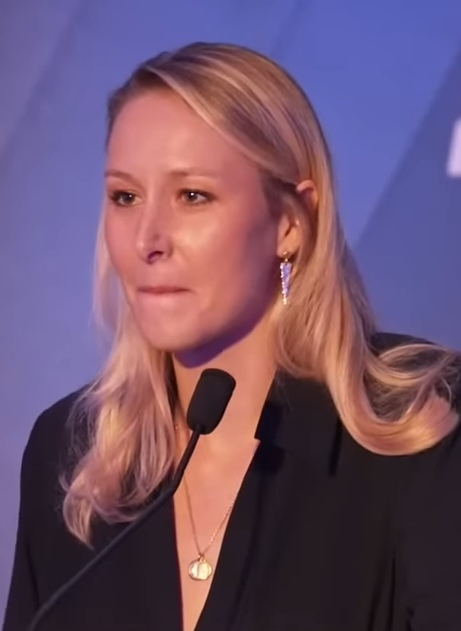
Marion Maréchal à Bruxelles, mars 2025

Tout en défendant la Cinquième République et en s'inscrivant dans le « camp républicain », elle déplore une « obsession pour la République », estimant que celle-ci « ne prime pas sur la France », qui a connu de « nombreux autres régimes politiques » au cours de son histoire,. Elle précise être « d'une génération un peu saoulée par les « valeurs de la République », qu'on nous sert en permanence et dont on ne sait pas ce qu'elles recouvrent, ce qui évite d'aller sur le fond des idées ».
En 2016, elle est chargée au Front national de la direction d'un groupe de travail sur les institutions. Elle appelle notamment à un renforcement des moyens de démocratie directe (référendum d'initiative populaire sur tous les sujets, obligation de référendum pour toute réforme constitutionnelle), à la mise en place du scrutin proportionnel pour toutes les élections, à la réduction du nombre de parlementaires et à l'instauration d'un septennat non renouvelable pour le président de la République,.

Marion Maréchal avec Giorgia Meloni à Rome, 14 mai 2025

Marion Maréchal-Le Pen souhaite négocier des clauses de non-participation de la France à certaines politiques européennes, qui bénéficient déjà à plusieurs États membres de l'Union européenne (Royaume-Uni, Irlande, Danemark, Pologne). Elle se prononce pour la primauté réelle de la Constitution française sur les traités européens et pour le retrait de la France de l'Union européenne. Le Monde indique que lors des débats parlementaires sur la loi organique qui garantit l'application du pacte budgétaire européen en France, « Marion Maréchal-Le Pen passa presque inaperçue. Qu'elle s'exprime à la tribune en discussion générale dans un silence indifférent ou qu'elle défende deux amendements pas particulièrement partisans, la jeune élue semblait n'avoir de frontiste que le nom ».
Favorable à la sortie de la France de la zone euro, elle se montre cependant plus mesurée sur ce point que d'autres membres du Front national, estimant que l'euro « n’est pas le seul problème de compétitivité » en France,. Si Florian Philippot assure que la France peut sortir de la zone euro dans un délai de six mois après une victoire du FN à l'élection présidentielle, Marion Maréchal-Le Pen juge cette prévision peu crédible.

### Politique étrangère

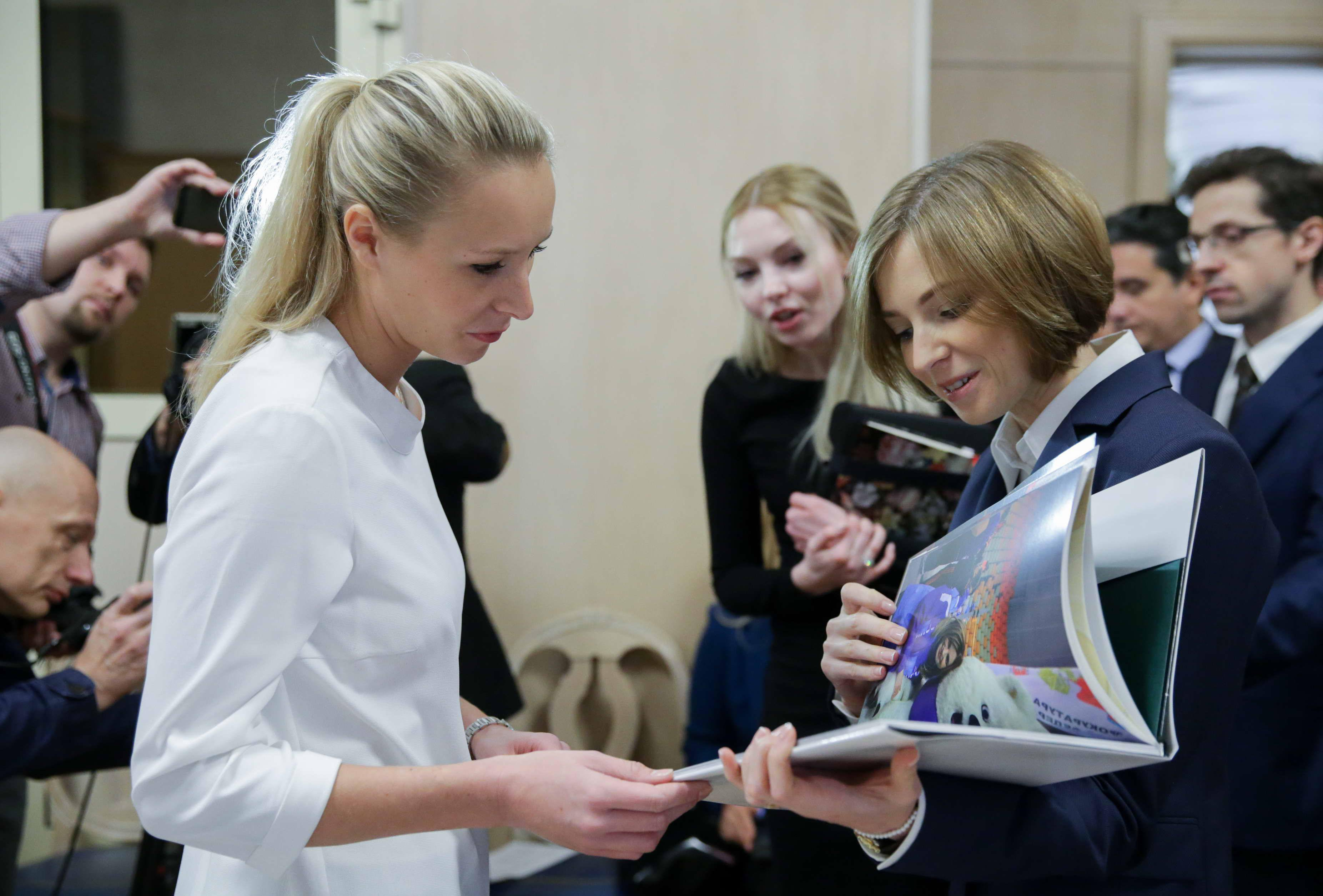
Marion Maréchal avec la députée russe Natalia Poklonskaïa en 2016.

Avant la guerre russo-ukrainienne, Marion Maréchal défend régulièrement Vladimir Poutine, dont elle dit en février 2014 : « Ce qui est sûr, c'est que M. Poutine est un patriote. Il défend les intérêts de son pays. Et je dois dire que ça fonctionne plutôt bien ». Elle est une invitée régulière de l'ambassade de Russie en France et se rend en 2016 en Russie, où elle rencontre des responsables politiques russes et des militants pro-russes comme Fabrice Sorlin. Elle est en 2019 au forum économique de Yalta, en Crimée (sous contrôle russe). Selon Le Monde, elle entretient des amitiés avec des oligarques proches du pouvoir russe.
À la suite de l'invasion de l'Ukraine par la Russie de 2022, elle assume ses propos passés mais estime que « s'il s'avère que les spécialistes et les juristes attestent qu'il y a eu des crimes de guerre, il faudra que Poutine soit condamné ». À l'instar de Giorgia Meloni (qui incarne cependant beaucoup plus une droite dure atlantiste), Marion Maréchal affirme souhaiter « la victoire de l'Ukraine face à la Russie », avec un soutien humanitaire, logistique et financier, mais elle s'oppose à toute adhésion de l'Ukraine à l'OTAN.
En 2014, Maréchal déclare qu'elle voterait en faveur d'une résolution portant sur la reconnaissance d'un État palestinien, estimant que cette reconnaissance donnerait « des droits mais aussi des devoirs » à cet État, notamment pour lutter contre le terrorisme. Elle se rallie finalement à la décision du bureau exécutif du Front national en s'abstenant,. En 2024, elle estime a contrario que la reconnaissance de cet État reviendrait à créer « un État islamiste, avec tous les dangers que cela peut représenter pour Israël et pour l’Occident en général ».
En 2025, Maréchal est invitée à la conférence internationale sur l'antisémitisme à Jérusalem par Amichaï Chikli, ministre israélien chargé des Affaires de la diaspora et de la Lutte contre l'antisémitisme. Lors de cette conférence, elle affirme « travailler en harmonie avec un certain nombre de responsables israéliens ». Sa présence, ainsi que celle de Jordan Bardella, conduit plusieurs personnalités juives à boycotter l'événement,.

### Autres prises de position
À la fin de l'année 2018, alors en retrait de la vie politique, elle apporte son soutien au mouvement des Gilets jaunes, qu'elle présente comme « populaire et totalement apolitique ».
Joseph Confavreux de Mediapart indique en 2019, à l'occasion de la « Convention de la droite », qu'elle défend « une version identitaire de l’écologie en disant se reconnaître dans l’étiquette de « bio-conservatrice » ».
Elle soutient les manifestations de 2022 contre la mise en place par le gouvernement français d'un « passe vaccinal » contre la Covid-19.
Marion Maréchal estime que l'intelligence artificielle est un sujet d'importance capitale. Elle considère que ChatGPT pourrait avoir de grandes conséquences sur la vie privée, le travail, l'éducation et l'emploi. Selon elle, « le robot conversationnel creusera les inégalités entre ceux qui savent utiliser l’IA et ceux remplacés par les robots qui passent leur journée à manger Uber Eats et zoner dans le métavers grâce à un revenu universel ».

## Résultats électoraux

### Élections législatives
| Année | Parti | Parti | Circonscription | %        | %       | Issue |
| Année | Parti | Parti | Circonscription | 1er tour | 2d tour | Issue |
| ----- | ----- | ----- | --------------- | -------- | ------- | ----- |
| 2012  |       | FN    | 3e de Vaucluse  | 34,6     | 42,1    | Élue  |

### Élections régionales
Les résultats ci-dessous concernent uniquement les élections où elle était tête de liste régionale.
| Année | Parti | Parti | Région                     | %        | %       | Sièges obtenus |
| Année | Parti | Parti | Région                     | 1er tour | 2d tour | Sièges obtenus |
| ----- | ----- | ----- | -------------------------- | -------- | ------- | -------------- |
| 2015  |       | FN    | Provence-Alpes-Côte d'Azur | 40,6     | 45,2    | 42 / 123       |

### Élections européennes
Les résultats ci-dessous concernent uniquement les élections où elle est tête de liste.
| Année | Parti | Parti | Circonscription | Voix      | %    | Rang | Sièges obtenus |
| ----- | ----- | ----- | --------------- | --------- | ---- | ---- | -------------- |
| 2024  |       | REC   | France          | 1 353 127 | 5,47 | 7e   | 5 / 81         |

## Dans la fiction
Dans le tome 1 de la bande dessinée de François Durpaire et Farid Boudjellal La Présidente, où Marine Le Pen gagne l'élection présidentielle de 2017, Marion Maréchal-Le Pen devient ministre de l'École et des Savoirs fondamentaux. Elle est élue présidente de la République le 5 juin 2022 dans le tome 2, Totalitaire.
Dans le roman de politique-fiction de Michel Wieviorka, Le séisme. Marine Le Pen présidente (2016), avec un scénario similaire, elle devient ministre de la Culture et de l'Identité nationale.
En 2015, le rappeur Kaaris cite son nom dans une chanson intitulée Briller. L'année suivante, c'est le chanteur Black M qui l'interpelle dans un morceau intitulée Je suis chez moi. En 2017, le rappeur Sofiane publie un morceau ironique portant son nom.

## Publications
- Cahiers de campagne à Carpentras, Paris, LVE, 2013, 62 p., 21 cm (ISBN 978-2-36214-018-1, BNF 43654975, présentation en ligne).